# Quảng Ninh
Quang Ninh (på vietnamesiska Quảng Ninh) är en provins i norra Vietnam. Provinsen består av stadsdistrikten Ha Long (huvudstaden), Cam Pha, Mong Cai och Uong Bi, samt tio landsbygdsdistrikten: Ba Che, Binh Lieu, Co To, Dam Ha, Dong Trieu, Hai Ha, Hoanh Bo, Tien Yen, Van Don och Yen Hung. Sverige har byggt ett stort sjukhus i staden Uong Bi. Sida har tidigare länge drivit ett hälsoprojekt i provinsen.